# Ricardo de Freitas Carreira
Ricardo de Freitas Carreira (født 20. januar 1978) er en tidligere brasiliansk fodboldspiller.
Han har spillet for flere forskellige klubber i sin karriere, herunder Ventforet Kofu.